# Tetragnatha jubensis
Tetragnatha jubensis är en spindelart som beskrevs av Pietro Pavesi 1895. Tetragnatha jubensis ingår i släktet sträckkäkspindlar, och familjen käkspindlar.
Artens utbredningsområde är Etiopien. Inga underarter finns listade i Catalogue of Life.